# Penguin Point (udde i Antarktis, lat -60,52, long -45,93)
Penguin Point är en udde i Antarktis. Den ligger i Sydorkneyöarna. Argentina och Storbritannien gör anspråk på området.
Terrängen inåt land är kuperad. Havet är nära Penguin Point åt nordväst. Trakten är obefolkad. Det finns inga samhällen i närheten. 